# Tuse Kirke
Tuse Kirke er en kirke i landsbyen Tuse fra omkring år 1200.
I 1802 blev kirken solgt ved en offentlig auktion til kammerherre Castenskjold fra Hagestedgård, og i 1867 blev kirken solgt til baroniet Løvenborg.
Kirkens mange kalkmalerier er udført af Isefjordsværkstedet (også kaldet Isefjordsmesteren, Vallensbækmesteren eller Isefjordsgruppen), et malerværksted der i midten af 1400-tallet udsmykkede en lang række kirker i den nordlige halvdel af Sjælland.
Skråt overfor kirken findes den fredede Tuse Kro fra 1755.
- Kalkmalerier
- Detalje af kalkmaleri

## Eksterne kilder og henvisninger
- Wikimedia Commons har flere filer relateret til Tuse Kirke
- Tuse Kirke i bogværket Danmarks Kirker, Nationalmuseet
- Tuse Kirke Arkiveret 31. januar 2011 hos  Wayback Machine hos nordenskirker.dk
- Tuse Kirke hos KortTilKirken.dk